# Cornutiplusia graphica
Cornutiplusia graphica är en fjärilsart som beskrevs av Herrich-Schäffer 1845. Cornutiplusia graphica ingår i släktet Cornutiplusia och familjen nattflyn. Inga underarter finns listade i Catalogue of Life.